# Mylothris ochrea
Mylothris ochrea is een vlindersoort uit de familie van de Pieridae (witjes), onderfamilie Pierinae.
Mylothris ochrea werd in 1981 beschreven door L. Berger.